# Сейф Ислам аль-Масри
Сейф Исла́м аль-Масри (араб. سيف إسلام‎ — «меч ислама»), настоящее имя Мохмад Мохамад Шабаан (араб. محمد محمد شعبان‎; 1961, Египет — 2 февраля 2010 года, Дагестан) — арабский террорист египетского происхождения, участник террористической организации «Аль-Каида». Находился по запросу египетских властей в международном розыске за незаконную деятельность.

## Биография
Родился в 1961 году в Египте. Участвовал в боевых действиях в Афганистане, появлялся в Судане, Сомали, Ливане, Грузии. Находился в Чечне с 1992 года, куда прибыл как международный представитель террористической организации «Братья мусульмане». Вместе с Хаттабом участвовал в организации подпольной сети «Аль-Каиды» на Северном Кавказе. Поддерживал близкие контакты с Джохаром Дудаевым. Принимал участие в военных действиях в первой чеченской кампании.
В 1996—1998 годах возглавлял грозненский филиал благотворительного фонда «Benevolence International Foundation». Открыл в Чечне центр подготовки террористов «Кавказ», отвечал за обучение боевиков минно-взрывному делу.
Во вторую чеченскую кампанию был советником по вопросам религии при президенте Чечни Аслане Масхадове, ближайшим помощником Шамиля Басаева, а затем Доку Умарова. В мае 2007 года был назначен начальником генерального штаба ВС ЧРИ, затем возглавлял генштаб вооруженных сил Имарата Кавказ.
В октябре 2009 года «Сейф Ислам» по приказу Умарова после нейтрализации ответственного от «Аль-Каиды» за дагестанское направление алжирца «Доктора Мухаммада» был направлен в Дагестан для организации диверсионно-террористических актов, активизации деятельности дагестанского подполья и восстановления канала поставки оружия и взрывчатых веществ от грузинских спецслужб. Являлся главным организатором террористического акта 6 января 2010 года в столице Дагестана. Тогда смертник подорвал автомобиль со взрывчаткой на въезде в городской отдел ГИБДД.
Был ликвидирован 2 февраля 2010 года около 22:00 в ходе спецоперации в Ботлихском районе Дагестана между селами Ботлих и Мунив, когда находился в автомашине ВАЗ 21014 вместе с другим боевиком. В перестрелке ранения также получил сотрудник правоохранительных органов, который позже скончался.